# 영천 귀애정
영천 귀애정(永川 龜厓亭)은 대한민국 경상북도 영천시 화남면에 있는 조선시대의 정자이다. 2013년 4월 8일 경상북도의 민속문화재 제162호로 지정되었다.

## 개요
영천 귀애정은 조선 후기 문신인 귀애 조극승(1803∼1877)을 추앙코자, 그의 동생 성재 조규승이 지은 정자이다.
두 사람 모두 많은 관직을 지냈으나, 말년에는 고향에서 지내며 선비들을 가르치는데 힘을 썼고, 학문 연구에 정열을 쏟아 『귀애집』, 『성재집』 등을 남겼으며, 지금까지도 조씨 문중과 지역민이 두형제의 학덕과 사상을 높이 여기고 계승, 발전시키기 위해 노력하고 있다.

## 현지 안내문
귀애정은 조선조 순조시대에 문인으로 문과에 급제하여 사간원 사간, 사헌부 집의, 돈령부 도정을 역임하고, 공조 참의를 제수 받았으며, 특히 심학에 심취하고 대학강록의 저서를 남긴 조극승(曺克承 1803~1877)을 추모하여 후손들이 지은 정자이다.
조극승의 자는 경휴, 호는 귀애(龜厓), 관향은 창녕으로 현고서당을 창설한 북계 조용석(北溪 曺龍錫) 선생의 현손이며, 화남면 귀호리에서 조경섭(曺暻燮)의 아들 4형제 중 맏아들로 태어났다.
귀애정 앞에는 방형(方形) 연못이 있고 그 가운데에는 둥근 섬을 만들어 음양이 조화를 이루었다. 또한, 육각정자를 섬내에 두어 나무다리를 통하여 통행하도록 하였으나, 약 30여 년 전에 되괴된것을 2009년에 복원하였다.

## 같이 보기
- 조극승

## 참고 자료
- 영천 귀애정 - 국가유산청 국가유산포털